# Cuo Cung-tchang
Cuo Cung-tchang (Zuo Zongtang, zvaný též generál Cuo, posmrtné jméno Wen-siang; 10. listopadu 1812 – 5. září 1885 Fu-čou) byl čínský vojevůdce a politik. Vyznamenal se při potlačení povstání tchaj-pchingů a později v boji proti povstání nienů na severu země. Zároveň se zasazoval o modernizaci Číny. Přispěl k rozvoji čínského vzdělání, průmyslu a zemědělství, zejména pěstování bavlny jako náhrady za zakázanou výrobu opia. Jeho zásluhou také v Číně vznikly první moderní velkokapacitní tiskárny, kde se tiskla díla konfuciánských klasiků i práce o zemědělství.
Je po něm pojmenováno kuře generála Cua, populární pokrm v USA.